# Spoorbrug Twentekanaal
De Spoorbrug Twentekanaal (ook wel Spoorbrug Eefde of Black Beauty) is een spoorbrug tussen Zutphen en Eefde over het Twentekanaal in de spoorlijn Zutphen - Glanerbrug en de spoorlijn Arnhem - Leeuwarden. De brug was opgeleverd op 15 oktober 2005. De brug was genomineerd voor de Nationale Staalprijs van 2006, maar won niet. In 2011 was er tijdelijk een onveilige situatie ontstaan omdat de brug niet goed was verankerd na onvolledig onderhoud.

## Historie
De oeververbinding over het kanaal bestond vroeger uit twee enkelsporige vakwerkbruggen. De doorvaarthoogte van de nieuwe brug is een meter hoger dan van de oude spoorbruggen.

## Architectuur
Iets ten westen van de spoorbrug ligt een witte boogbrug voor de N348. Iets ten oosten van de spoorbrug ligt de Eefdesebrug, een witte boogbrug voor de Deventerweg. Door de spoorbrug ook als boogbrug uit te voeren past hij goed in de omgeving. Door de zwarte kleur wijkt de spoorbrug echter af van de nabijgelegen witte bruggen.

## Constructie
De brug is in constructieve zin een doorontwikkeling van de Dintelhavenspoorbrug. De verstijvingsliggers zijn uitgevoerd als vollewandligger met een hoogte van 1,6 meter. De boog bestaat uit kokers met een driehoekige doorsnede met een breedte van 1,25 meter en een hoogte variërend van 1 tot 1,9 meter. Aan beide kanten van de brug zijn er acht tuikabels die dienstdoen als hangers. Deze hangers bestaan elk uit 31 strengen, die bestaan uit 7 verzinkte staaldraden met een staalkwaliteit van Fep 1870. De hangers zitten niet direct aan het dek vast maar zijn buiten het dek gepositioneerd en via consoles aan de hoofdligger van het dek bevestigd. De rijvloer is een staal-betonvloer. De stalen dwarsdragers zijn stalen HEB 500 profielen met daarop een betonvloer gestort. De vloer is 1,2 meter hoog.
De brug heeft een zeer lage geluidsemissie door het gebruik van zware platen, een zware staal-beton rijvloer en het ingieten van het spoor in kurkelastomeer. De brug is zwart van kleur, wat ongebruikelijk is voor stalen constructies die gevoelig zijn voor krimpen of uitzetten door temperatuurwisselingen.

## Foto's

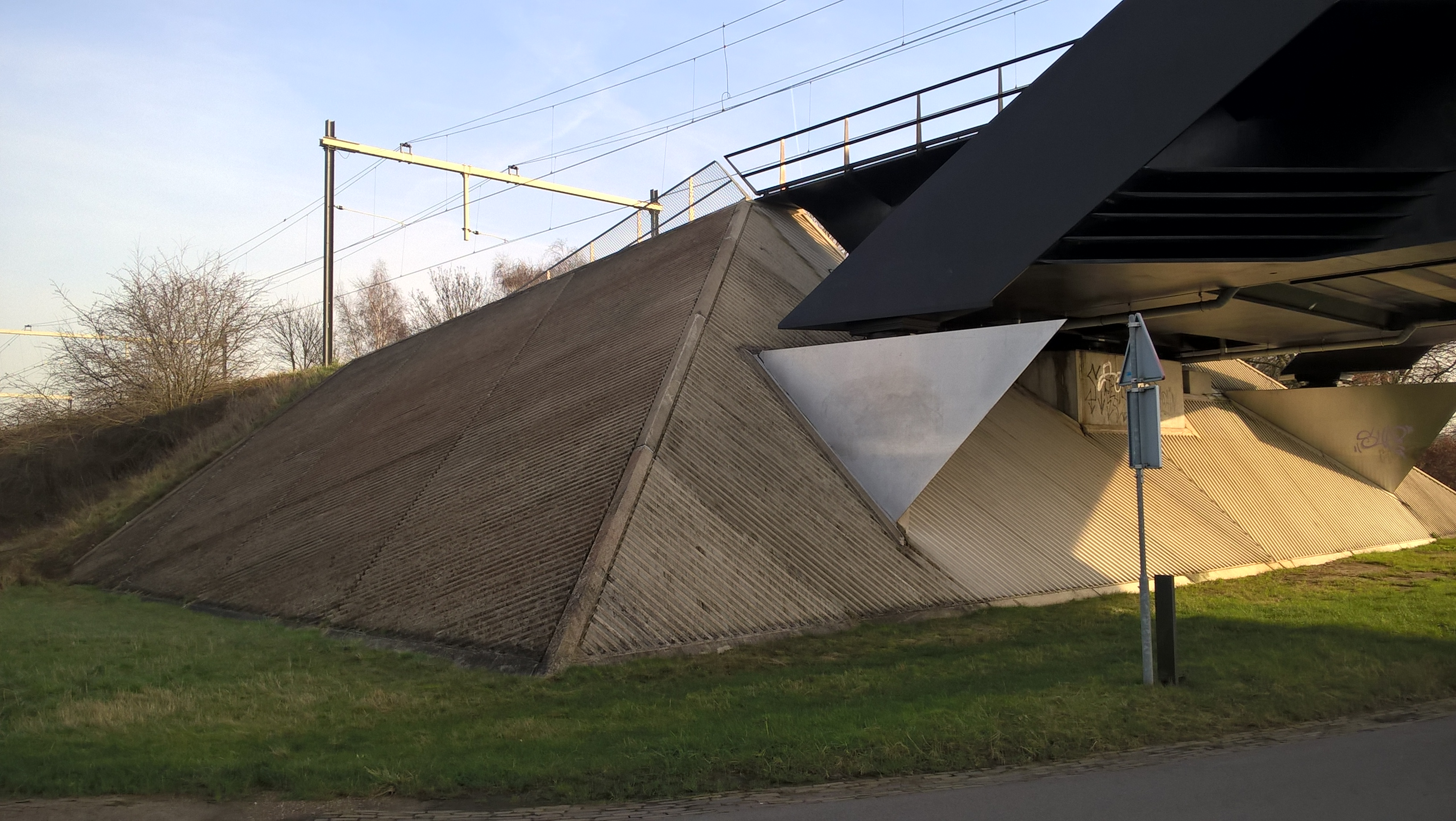
Oplegging van de brug
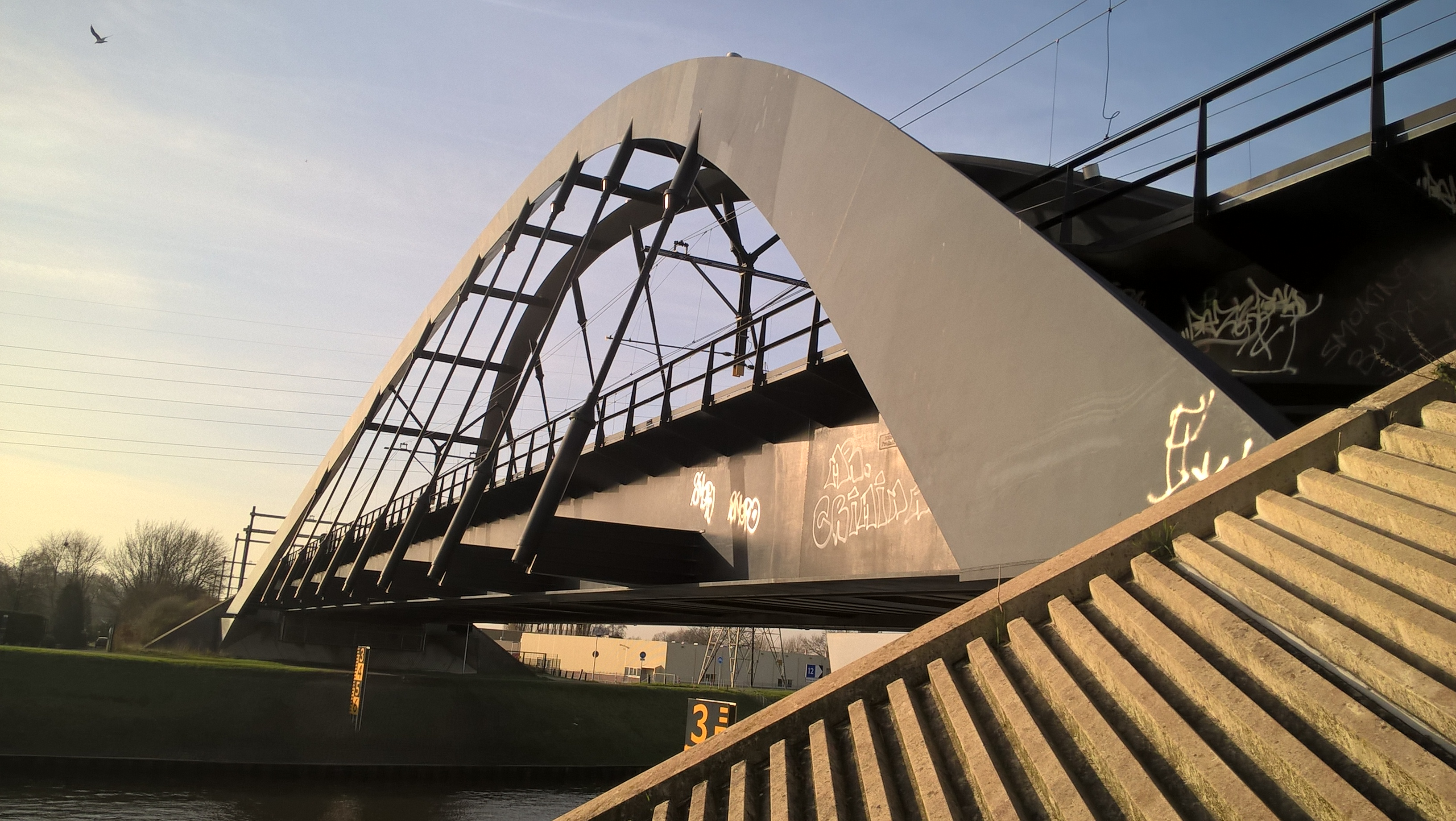
De hangers buiten het dek gepositioneerd
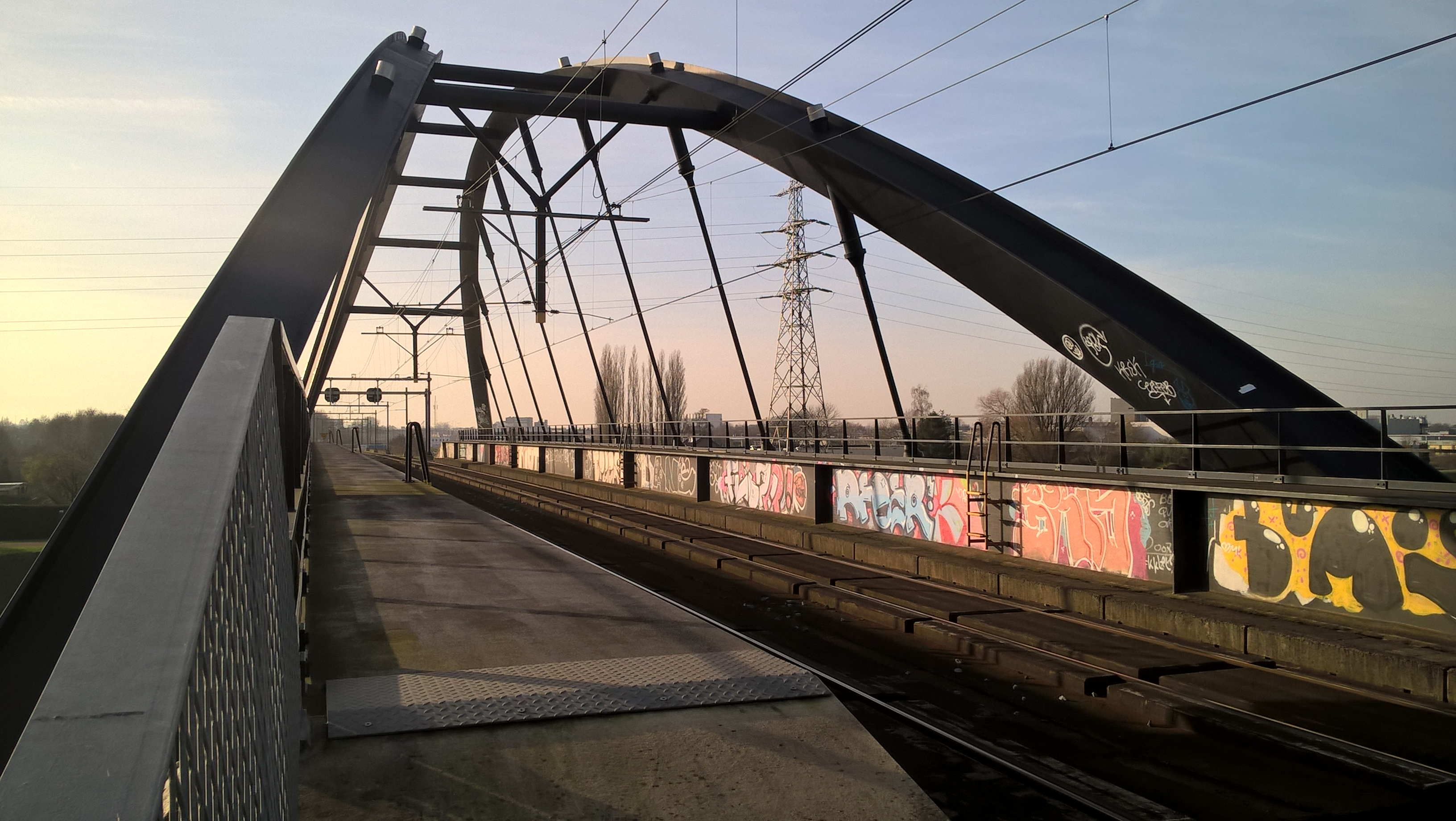
Twee sporen en onderhoudspad, bovenleiding in brugconstructie geïntegreerd
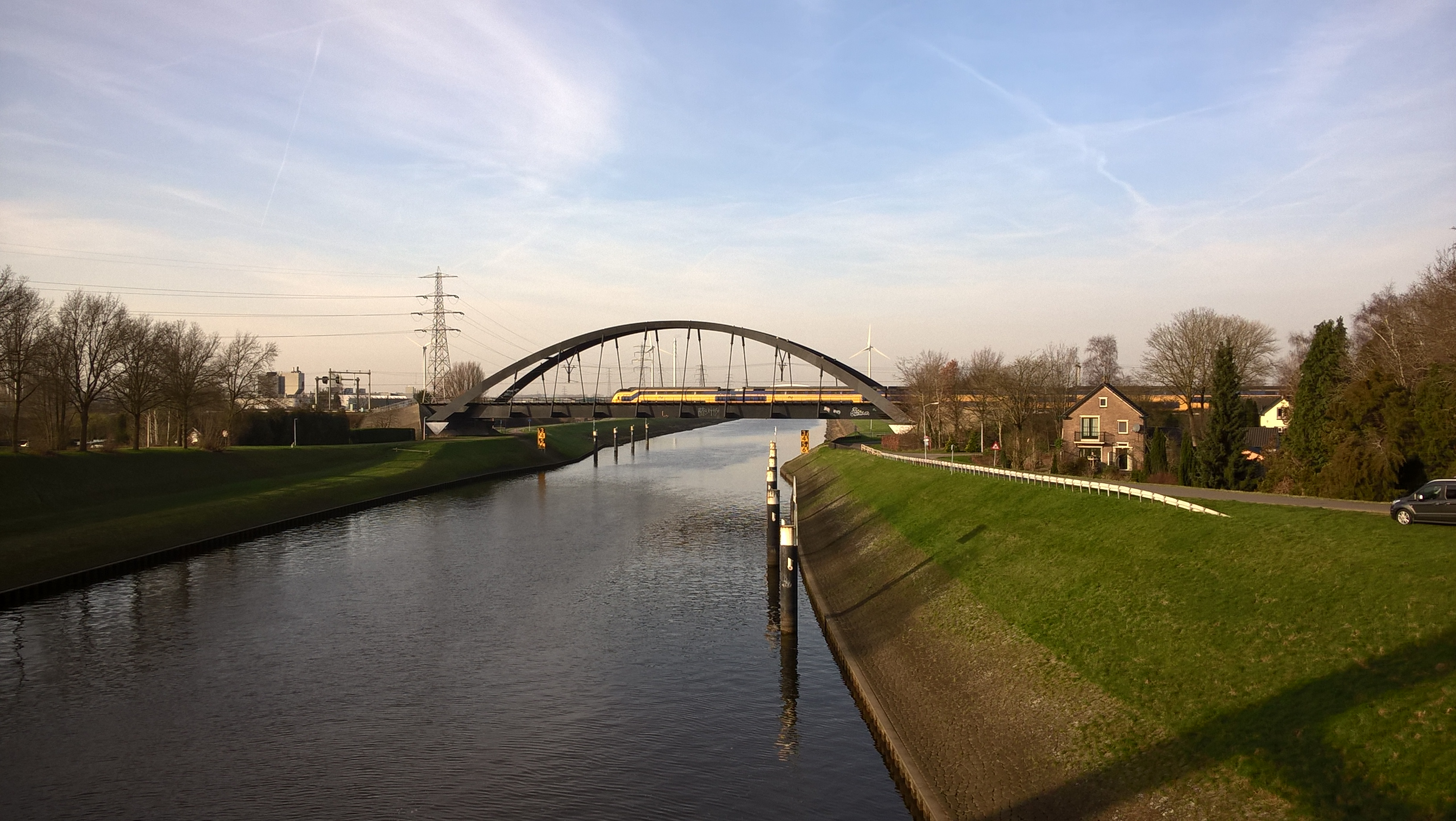
Een VIRM die de brug passeert
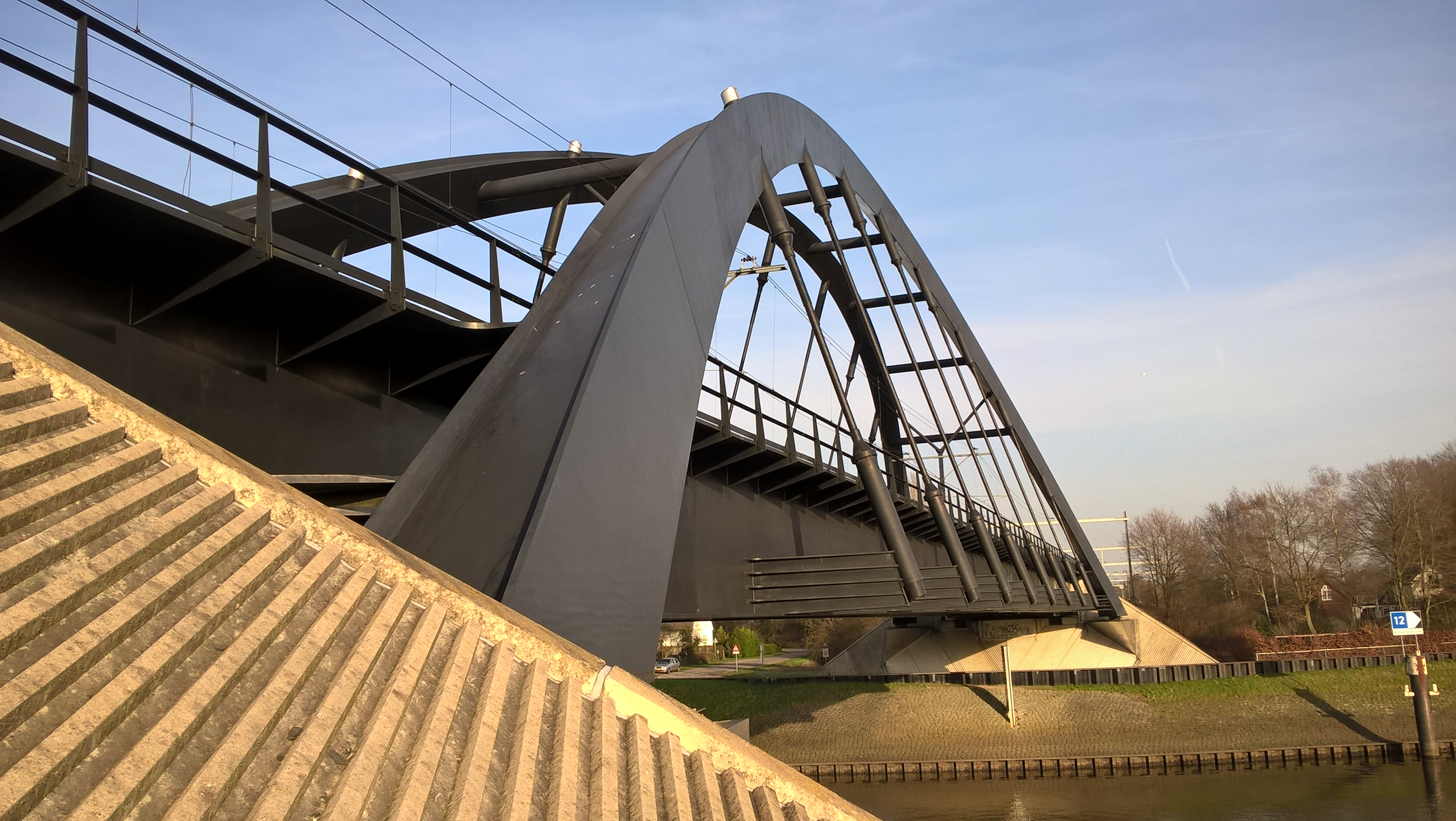
Spoorbrug in langsrichting
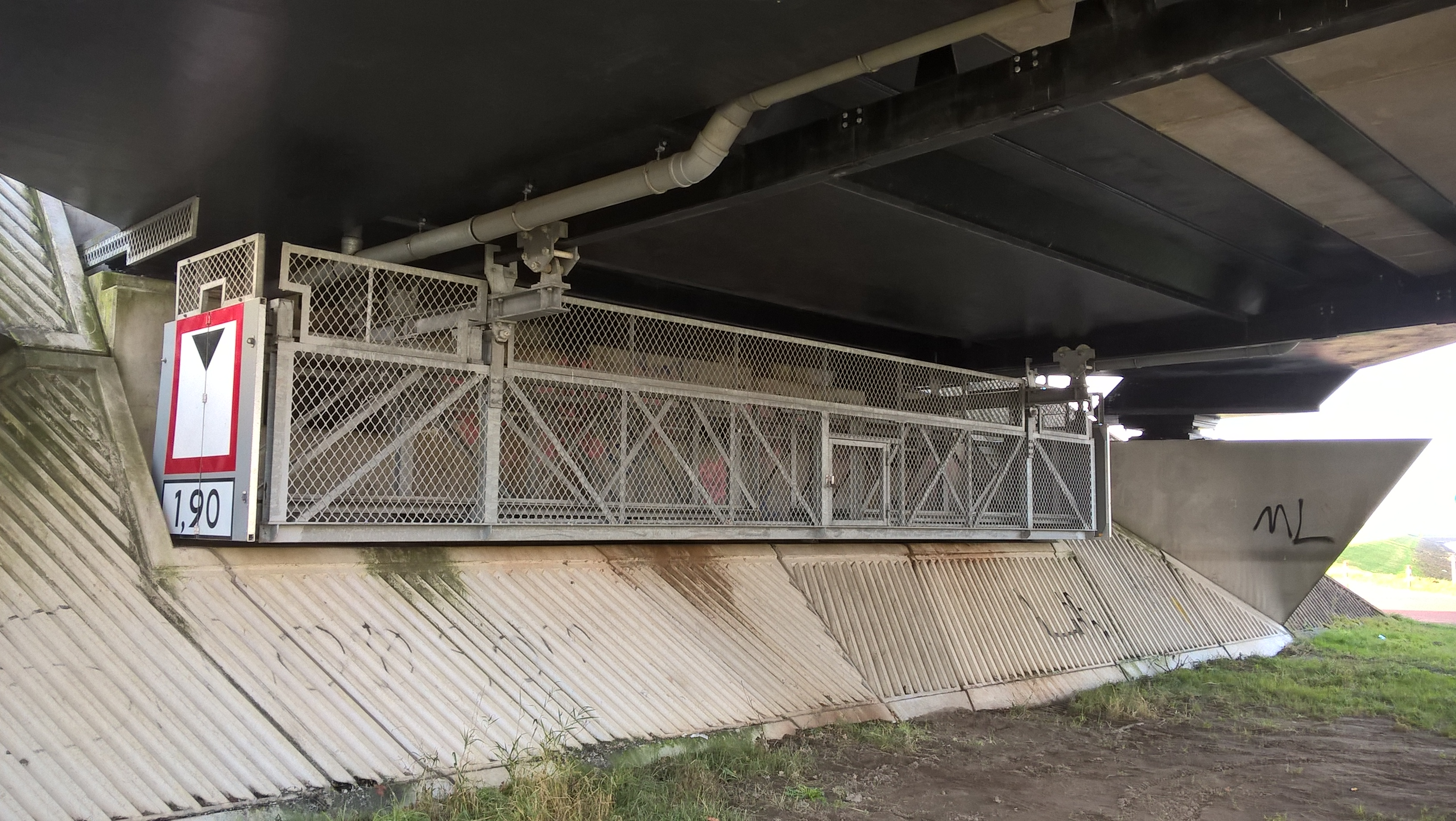
Om onderhoud en inspectie te doen is er een kooi die over een kraanbaan onder de brug door kan rijden.
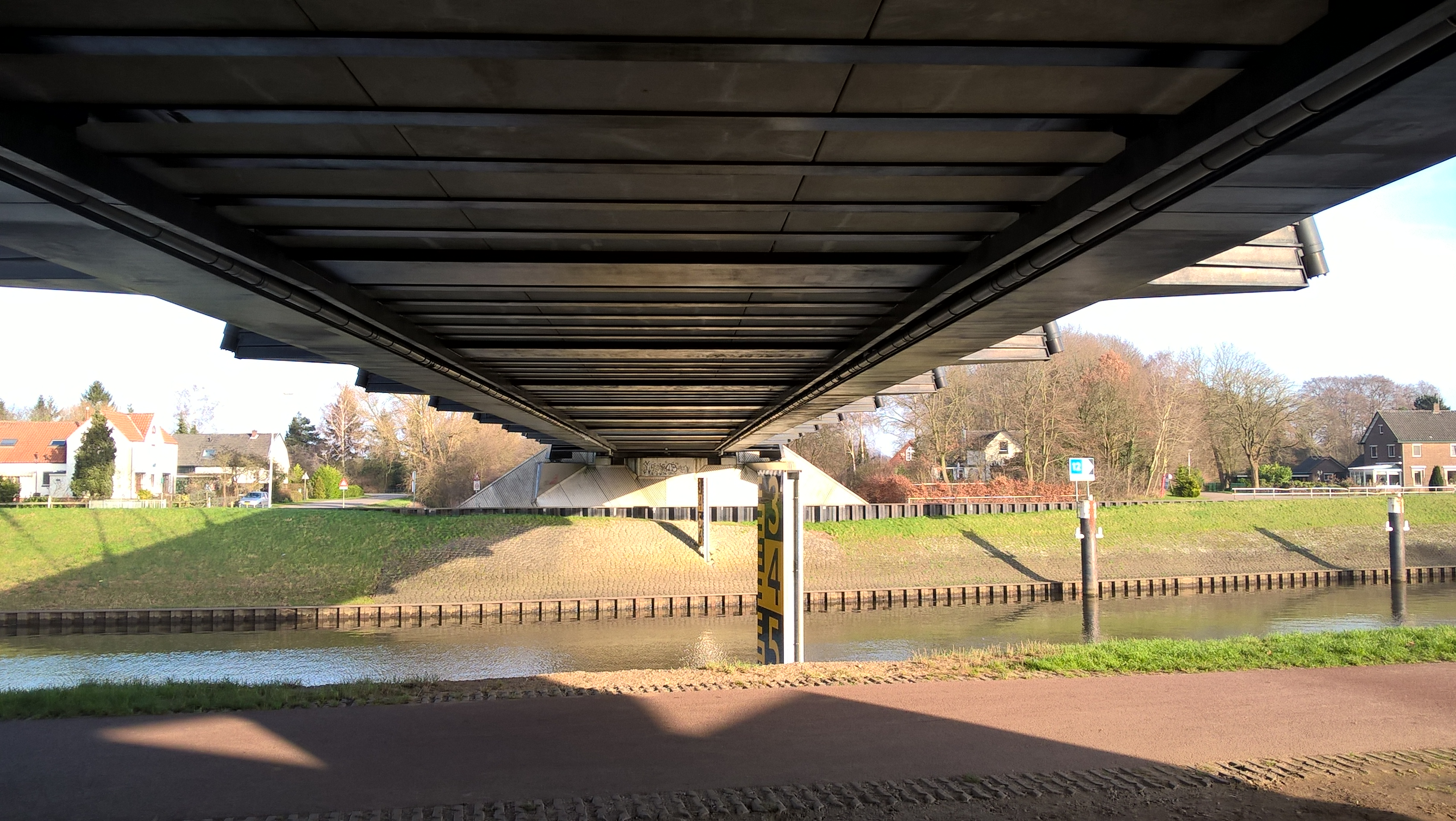
De onderkant van de brug
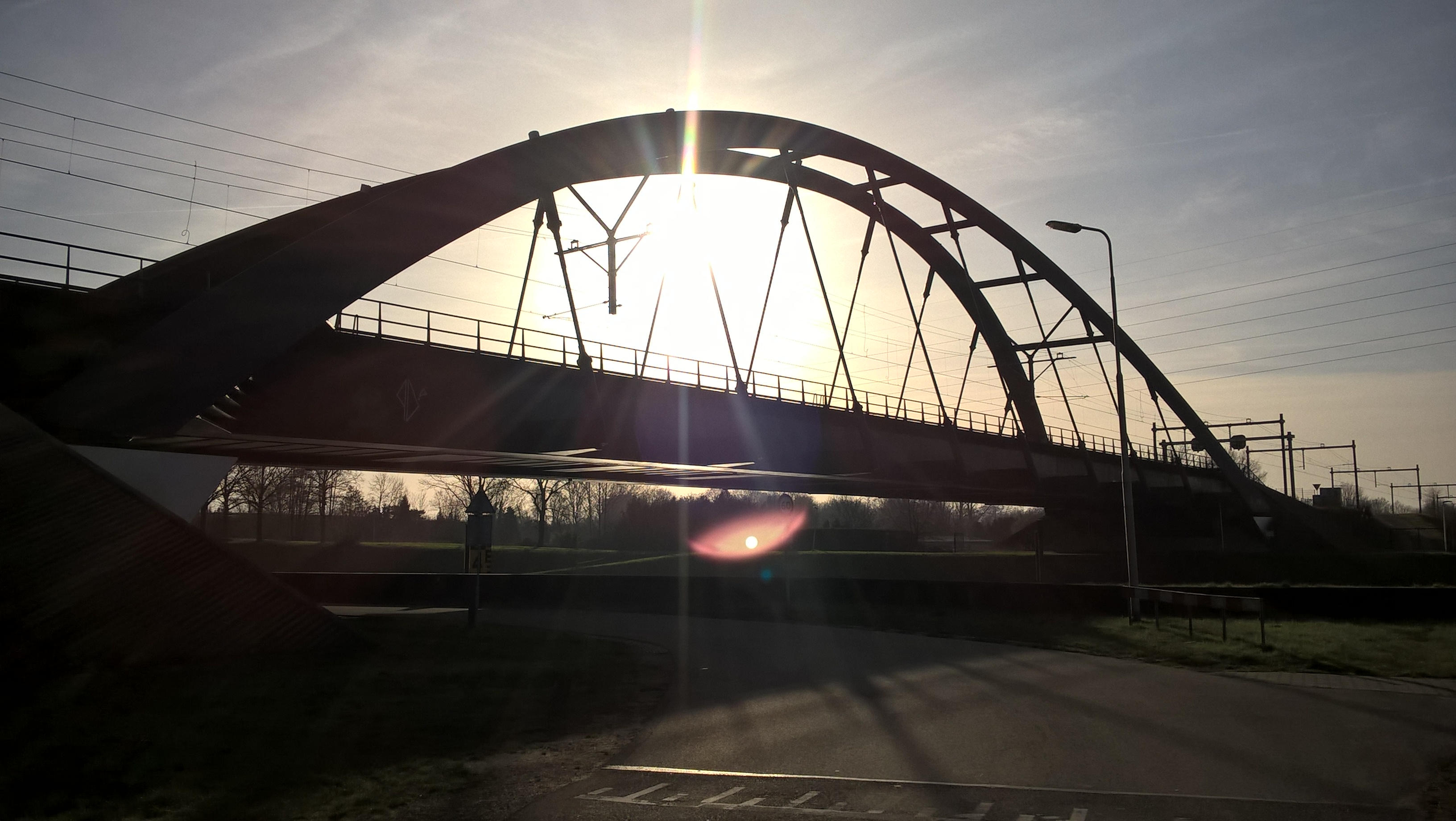
De zwarte brug absorbeert meer zonlicht dan een witte versie, maar heeft genoeg ruimte om korter of langer te worden.